# Tijgerbaarzen
Tijgerbaarzen (Terapontidae) zijn een familie van straalvinnige vissen uit de orde van Baarsachtigen (Perciformes).

## Geslachten
- Amniataba
- Bidyanus
- Hannia Vari, 1978
- Helotes
- Hephaestus
- Lagusia
- Leiopotherapon Fowler, 1931
- Mesopristes Bleeker, 1873
- Pelates
- Pelsartia
- Pingalla Whitley, 1955
- Rhynchopelates
- Scortum Whitley, 1943
- Syncomistes Vari, 1978
- Terapon Cuvier, 1817
- Variichthys Allen, 1993